# Antički junaci u anegdotama
Antički junaci u anegdotama je književno delo autora Zorana Lazarevića izdato na srpskom jeziku 1994. godine. Sadrži različite priče, kao i anegdote o šezdeset i dva velikana antičke Grčke, Rima, Makedonije i Mespotamije.

## Odlomci
„Boraveći u gradu Mindosu filozof Diogen je zapazio da je grad mali, a ulazna kapija jako velika. Na to je poručio domaćinima - Miđani, zatvorite kapiju, da vam grad ne pobegne.” - Diogen (str. 60-70)
„Jednom je Ksantipa dugo i uporno grdila Sokrata, ali se on uopšte nije uzbuđivao povodom toga. Potpuno iznervirana takvim njegovim ponašanjem, supruga mu je na glavu izručila punu posudu hladne vode. No, Sokrat je i to primio mirno, rekavši - Znao sam da posle grmljavine dolazi kiša.” - Sokrat (str. 157-163)